# Алёшин, Максим Николаевич
Макси́м Никола́евич Алёшин (род. 7 мая 1979 года) — бывший гимнаст, ныне тренер по спортивной гимнастике (мужское отделение) ГАУ «СДЮСШОР № 2» в Сызрани. Бронзовый призёр Олимпийских игр в Сиднее 2000 года в командном зачёте. Заслуженный мастер спорта России, награждён медалью ордена «За заслуги перед Отечеством 2 степени».

## Биография
Родился и вырос в Сызрани, там же окончил школу № 27. Тренировался у Натальи Семёновны Поляковой и Владимира Сергеевича Кириллова.
В 2008 году в качестве акробата гастролировал с Московским государственным цирком в Великобритании.

## Достижения
- Серебряный призёр чемпионата Европы в командном первенстве (1998).
- Чемпион России в упражнениях на коне (1998).
- Чемпион России в упражнениях на перекладине и кольцах (1999)[5].
- Серебряный призёр чемпионата России в многоборье (1999).
- Бронзовый призёр Кубка России в многоборье (1998).
- Бронзовый призёр Олимпийских игр в Сиднее 2000 года в командном зачёте.